# CA Gambito Valencia
CA Gambito Valencia – hiszpański klub szachowy z siedzibą w Walencji.

## Historia
Klub został założony w 1944 roku przez pracowników RENFE. W latach 70. i 80. klub uczestniczył w División de Honor. W 1983 roku klub zajął trzecie miejsce w mistrzostwach kraju, kończąc rozgrywki za Vulką Barcelona i Peña Rey Ardid Bilbao. Na początku lat 80. czołowym zawodnikiem klubu był Jaan Eslon. W 1989 roku część członków Gambito opuściła klub i założyła CA Benimaclet. W 2018 roku doszło do fuzji CA Gambito i CA Benimaclet, w wyniku której powstał klub Gambito Benimaclet.